# Таргай
Тарга́й (рос. Таргай) — село у складі Новокузнецького району Кемеровської області, Росія. Входить до складу Сосновського сільського поселення.

## Населення
Населення — 124 особи (2010; 148 у 2002).
Національний склад (станом на 2002 рік):
- росіяни — 98 %